# Rafael Acosta Croda
Rafael Acosta Croda fue un empresario constructor nacido en Veracruz graduado como Ing. Industrial por el Instituto Tecnológico de Veracruz con maestría en el Instituto Tecnológico y de Estudios Superiores de Monterrey y Posgraduado en la Universidad de Springfield Massachusetts.
Se desempeñó como Gerente General de Casa de Moneda en la Secretaria de Hacienda y Crédito público en la Ciudad de México, también como el director de Celulosa y Derivados S.A del Grupo CYDSA en Monterrey y como director general del centro Social y cultural A.C del Grupo CYDSA. En 1984 formó la Empresa COMISSA, Construcciones y Montajes Industriales del Sur S.A. Durante la administración de Julen Rementería del Puerto construyó el puente Jalapa. Ha ejecutado obras que asigna la Dirección de Centro de la SCT y es constructor de carreteras en Veracruz.
En las elecciones del 2012 se postuló para diputado federal por el distrito XXI de Veracruz, las cuales ganó a su adversaria Ángela Perera del Partido Revolucionario Institucional. En las elecciones del 2013 se disputó el cargo a la Alcaldía del Puerto de Veracruz en las elecciones del 7 de julio en donde su principal contrincante fue el empresario Ramón Poo Gil quien resultó ganador con un margen de 10 mil votos sobre Rafael Acosta.